# Jenseits des Sees
Jenseits des Sees ist ein Wohnplatz der Stadt Strausberg im Landkreis Märkisch-Oderland in Brandenburg.

## Lage
Der Ort liegt einen Kilometer westnordwestlich des Stadtkerns von Strausberg, jenseits des Straussees. Die Nachbarorte sind Gielsdorf im Norden, Friedrich-Schiller-Höhe im Nordosten, Strausberg im Osten, Postbruch, Johanneshof und Spitzmühle im Südwesten sowie Wesendahler Mühle im Nordwesten. Die Siedlung liegt direkt an der Umgehungsstraße Strausbergs (Landesstraße L 23).